# Al-Husseiniyah
Alhuseineah (în arabă : الحسينية) este un sat sirian în districtul Qudsaya din Wadi Barada. Potrivit Biroului Central de Statistică din Siria (CBS), Al-huseineah avea o populație de 2.563 de locuitori la recensământul din 2014.Locuitorii săi sunt predominant musulmani sunniți.